# باهرة رقيقة الأوراق
باهرة رقيقة الأوراق (الاسم العلمي: Agave tenuifolia) هو نوع من النباتات يتبع جنس الباهرة من الفصيلة الهليونية.